# 直背魚屬
直背魚屬（Euthynotus）是一種已滅絕的史前輻鰭魚，生活於早侏羅紀的歐洲。直背魚屬通常被認為是最普遍的厚莖魚目。
直背魚屬只包含一個確定的物種，即E. incognitus (de Blainville, 1818)（=Esox incognitus de Blainville, 1818），它是從德國托阿爾階波西多尼亞頁岩中發現的保存完好的標本中得知的。
亞瑟·史密斯·伍德沃德（1901）將另外三個物種歸入該屬，包括 E. intermedius （路易·阿加西, 1844）、E. speciosus （約翰·安德烈亞斯·瓦格納, 1860）和E. milloti（亨利·瑟維吉, 1891）。然而，Mainwaring (1978) 發現這些物種全都是零散的，很可能被錯誤地歸入直背魚屬，其中 E. intermedius已經丟失，很可能是厚莖魚屬的標本，E. milloti 是蜥目魚屬的成員，而 E. speciosus 也已經丟失，也很可能是 蜥目魚屬的標本。